# Dansnät Sverige
Dansnät Sverige är ett nätverk med syfte att stärka befintliga och skapa nya nationella strukturer för danskonsten och på så sätt integrera de lokala och regionala förutsättningarna i en nationell kontext. Dansnät Sverige turnerar dansföreställningar, samproducerar dansverk och arbetar för att ökar kunskapen och intresset för danskonsten genom olika publika aktiviteter samt genom gemensamma fortbildningsdagar för Dansnät Sveriges parter och samarbetsparter.
Dansnät Sverige är genom dess parter och arrangörer verksamt i 16 regioner. Nätverket turnerar årligen ett 15-tal produktioner och arrangerar cirka 200 publika arrangemang med föreställningar, publiksamtal och seminarier.

## Bakgrund
Dansnät Sverige grundades 2002 som en fortsättning på den kulturpolitiska satsningen Dans i hela landet. De grundande parterna var Dansens hus, Norrlandsoperan, Landstinget Västernorrland, Gävle Teater, Västmanlandsmusiken, Linköpings kommun och Jönköpings kommun. Syftet var att möjliggöra för befolkningen utanför storstäderna att ta del av den sceniska dansen och öka kunskapen och intresset för danskonsten. De första turnéerna genomfördes hösten 2003 tillsammans med seminarier, introduktions- och publiksamtal om föreställningarna.

## Organisation
Dansnät Sverige beslutande organ utgörs av nätverkets parter. Den gemensamma verksamheten koordineras av kontoret i Stockholm. 

### Kontor
Dansnät Sveriges kontor är beläget på Dansens Hus i Stockholm. Personalen består av  verksamhetsledare, producent och teknisk koordinator.

### Parter
Sedan starten 2003 har Dansnät Sveriges parter ökat konstant och består 2024 av 15 parter. Parterna är formellt ansvariga för de turnerande produktioner som de väljer att visa. Flera av parterna samarbetar dock med andra scener, organisationer, lokala och regionala verksamheter för att ha möjlighet att visa dans på flera orter. Dansnät Sveriges parter visar dans på ett 30-tal scener i Sverige, från Luleå i norr till Malmö i söder.

#### Parter 2024
- Dalateatern
- Dans i Nord
- Dansens hus[1]
- Dansstationen [2]
- Förvaltningen för kulturutveckling, Region Västra Götaland
- Gävle Teater-förening
- Jönköpings kommun, kultur- och fritidsförvaltningen [3]
- Kultur och bildning, Region Uppsala
- Linköpings kommun, kultur- och fritidskontoret [4]
- Norrlandsoperan [5]
- Regionteatern Blekinge Kronoberg
- Rum för dans/Kultur i Halland [6]
- Vara konserthus
- Västmanlandsmusiken
- Örebro kommun